# Santiago Tianguistenco
Santiago Tianguistenco – miasto i gmina w Meksyku, w stanie Meksyk. W 2005 liczyło 64 356 mieszkańców.